# فدراسیون بسکتبال اتریش
فدراسیون بسکتبال اتریش (انگلیسی: Basketball Austria) نهاد اداره کننده ورزش بسکتبال در کشور اتریش است. این فدراسیون که در سال ۱۹۳۴ تاسیس شده مقر آن در شهر وین قرار دارد.